# Marea alta (serie de televisión)
Marea alta es una serie de televisión por internet de suspenso dramático mexicano producida por El Estudio para TelevisaUnivision en 2022. Creada por Katia Priwieziencew, Korek Bojanowski y Antón Goenechea, la serie sigue la desaparición de una adolescente y las alteraciones en las vidas de todos después de que los mensajes amenazadores de sus cuentas en las redes sociales perturben su tranquila comunidad.
Se lanzó el 9 de septiembre de 2022 a través de Vix.

## Reparto

### Principales
- Cassandra Ciangherotti como Maya
- Raúl Méndez como Robert
- Antonio López Torres como Samuel
- Giovanna Utrilla como Pau
- Matías Gruener Zabaleta como Greg
- Alejandro Porter como David
- Alejandro Flores como Beto
- Jesica Vite como Mia

### Recurrentes
- Fermín Martínez como Felipe Wong
- Gustavo Sánchez como Enrique
- Susana Zabaleta como Hortensia
- Eber Segobia como Murguía
- Diana Lein como Gloria
- Gustavo Sánchez Parra como Enrique
- Rod Zapién como Luis
- Irving del Real como Iván
- Leidi Gutiérrez como Cruz
- Paden Koltiska como Jonah
- Mahoali Nassourou como Nina
- Maru Kazán como Sonia
- Adolfo Madera como Diego
- Ángeles Cruz como Eugenia
- Helena Rodríguez como Itzel
- Jessy Flores como Mari
- Alex F. Hugo como Javier
- Gerardo Lechuga como Ricky

## Producción
El 16 de febrero de 2022, la serie fue anunciada como uno de los títulos para la plataforma de streaming de TelevisaUnivision, Vix+. El rodaje de la serie comenzó el 29 de marzo de 2022 en Tijuana y en las playas de Ensenada, Baja California. El 31 de agosto de 2022, Vix lanzó el tráiler oficial de la serie.

## Episodios
| N.º | Título                             | Dirigido por                                     | Escrito por             | Fecha de lanzamiento original |
| --- | ---------------------------------- | ------------------------------------------------ | ----------------------- | ----------------------------- |
| 1   | «La desaparición»                  | Roger Gual                                       | Antón Goenechea         | 9 de septiembre de 2022       |
| 2   | «Despedidas»                       | Roger Gual                                       | Gerardo Lechuga         | 16 de septiembre de 2022      |
| 3   | «Preguntas sin respuestas»         | Roger Gual                                       | Antón Goenechea         | 23 de septiembre de 2022      |
| 4   | «Furia incontrolable»              | Roger Gual                                       | Natalia Bermúdez Fierro | 30 de septiembre de 2022      |
| 5   | «Prisionero de las circunstancias» | Gabriel Mariño                                   | Natalia Bermúdez Fierro | 7 de octubre de 2022          |
| 6   | «Refugio»                          | Gabriel Mariño                                   | Gerardo Lechuga         | 14 de octubre de 2022         |
| 7   | «Conexión inesperada»              | Gabriel Mariño                                   | Antón Goenechea         | 21 de octubre de 2022         |
| 8   | «Consecuencias»                    | Michelle Garza Cervera Bruno Montes de Oca Monge | Gerardo Lechuga         | 28 de octubre de 2022         |
| 9   | «En riesgo»                        | Michelle Garza Cervera                           | Natalia Bermúdez Fierro | 4 de noviembre de 2022        |
| 10  | «Confesión»                        | Michelle Garza Cervera                           | Antón Goenechea         | 11 de noviembre de 2022       |